# General Motors Open
Het General Motors Open was een golftoernooi in Zuid-Afrika, dat deel uitmaakte van de Southern Africa Tour (nu gekend als de Sunshine Tour). Het toernooi werd opgericht in de jaren 1960 1967 en ontbonden in de jaren 1970.

## Winnaar
- 1967:  Cobie le Grange
- 1968:  Cobie le Grange
- 1969: ?
- 1970:  Peter Oosterhuis
- 1971(Jan):  Gary Player
- 1971(Dec):   Hugh Baiocchi
- 1973:  Gary Player
- 1974:  Gary Player
- 1975:  Gary Player
- 1976:  Gary Player

Amatola Sun Classic · Atlantic Beach Classic · Bell's Player Championship · Bloemfontein Classic · Botswana Open · Bushveld Classic · Canon Classic · Coca-Cola Charity Championship · Cock of the North · Devonvale Classic · Emfuleni Classic · Eskom Power Cup · General Motors Open · Goldfields Powerade Classic · Goodyear Classic · Graceland Challenge · Highveld Classic · ICL International · Iscor Newcastle Classic · Kalahari Classic · Limpopo Classic · Lombard Tyres Classic · Mafunyane Trophy · Mercedes Benz Golf Challenge · Mount Edgecombe Trophy · Namibië Open · Namibia PGA Championship · Nashua Wild Coast Sun Challenge · Natal Open · Nelson Mandela Invitational · Northern Cape Classic · Observatory Classic · Palabora Classic · Parmalat Classic · Radio Algoa Challenge · Randfontein Classic · Rhodesian Masters · Riviera Resort Classic · Royal Swazi Sun Classic · Seekers Travel Pro-Am · South African Masters · South African Match Play Championship · South African Pro-Am Invitational · Spoornet Classic · Sun Coast Classic · Transvaal Open · Vodacom Golf Championship · Vodacom Open · Vodacom Players Championship · Vodacom Series · Vodacom Trophy · Western Cape Classic · Western Province Open